# Staré Hvězdlice
Vesnice Staré Hvězdlice je součástí městyse Hvězdlice od roku 1964. První písemná zmínka pochází ze 14. století, kdy byl pánem části Hvězdlic Jindřich Sprank.

## Historie
První písemná zmínka pochází z roku 1360, kdy Jindřich Sprank prodal díl Hvězdlic Cecílii z Konice.

## Obyvatelstvo

### Struktura
Vývoj počtu obyvatel za celou obec i za jeho jednotlivé části uvádí tabulka níže, ve které se zobrazuje i příslušnost jednotlivých částí k obci či následné odtržení.
| Místní části   | Místní části         | 1869 | 1880 | 1890 | 1900 | 1910 | 1921 | 1930 | 1950 | 1961 | 1970 | 1980 | 1991 | 2001 | 2011 |
| -------------- | -------------------- | ---- | ---- | ---- | ---- | ---- | ---- | ---- | ---- | ---- | ---- | ---- | ---- | ---- | ---- |
| Počet obyvatel | část Staré Hvězdlice | 228  | 229  | 242  | 236  | 233  | 229  | 246  | 190  | 185  | 157  | 102  | 85   | 59   | 70   |
| Počet domů     | část Staré Hvězdlice | 43   | 44   | 44   | 45   | 49   | 49   | 55   | 64   | 51   | 51   | 43   | 48   | 55   | 55   |

## Památky a turistické zajímavosti
- Kostel Všech svatých ze 13. století se hřbitovem
- památný dub (dub letní)